# Sandschak Alexandrette

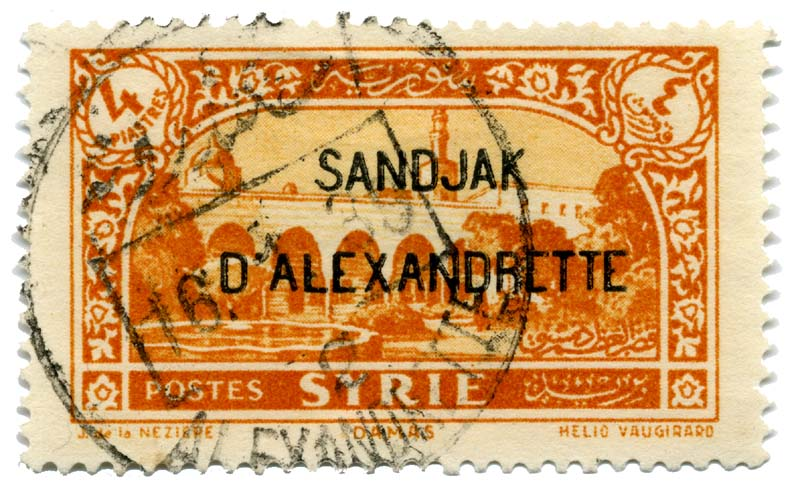
Syrische Briefmarke, die durch den Aufdruck „Sandjak d’Alexandrette“ für das Gebiet gültig gemacht wurde.

Der Sandschak Alexandrette (osmanisch سنجاق اسکندرون, türkisch İskenderun Sancağı, französisch Sandjak d’Alexandrette) war eine von 1918 bis 1938 bestehende Verwaltungseinheit im Mandatsgebiet Syrien und Libanon, das von Frankreich verwaltet wurde.

## Geschichte

Das französische Mandatsgebiet Syrien und Libanon 1922, im Nordwesten der Sandschak Alexandrette

Der Sandschak Alexandrette wurde am 27. November 1918 von der französischen Militärverwaltung in den während des Ersten Weltkrieges eroberten Gebieten des Osmanischen Reiches geschaffen, indem der Unterbezirk (türk. kaza, arab. qaḍāʾ) Alexandrette und der Unterbezirk Antiochia des Vilâyet Aleppo zum Sandschak Alexandrette zusammengefasst wurden. Verwaltungssitz war die namengebende Stadt Alexandrette (İskenderun).
Zum 7. September 1938 wurde aus dem Sandschak Alexandrette der Staat Hatay gegründet, ein Übergangskonstrukt, das bis zum 29. Juni 1939 bestand. Kurz vor Beginn des Zweiten Weltkriegs wurde dieser Staat Hatay am 23. Juli 1939 von Frankreich der Türkei überlassen, um diese zur Neutralität während des Krieges zu bewegen. Staatsoberhaupt von Hatay (mit dem Titel Hatay Devleti Reisi) war Tayfur Sökmen (1892–1980), als Premierminister fungierte Abdurrahman Melek (1896–1978). Beide amtierten vom 5. September 1938 bis zum 23. Juli 1939.
Das Gebiet wird heute Hatay genannt und ist eine türkische Provinz.

## Bevölkerung
Die Einwohnerzahl des Sandschak Alexandrette lag 1936 bei 219.000 und setzte sich nach offiziellen französischen Statistiken zusammen aus 38,9 % Türken, 28 % alawitischen Arabern, 10 % sunnitischen Arabern, 8,2 % christlichen Arabern und 11,4 % Armeniern. Die Türkei behauptet hingegen, die Region sei bereits damals zu 80 % von Türken bewohnt gewesen. Laut einigen Historikern ist die ethnische Zusammensetzung 1938 von der Türkei durch eine Politik der ethnischen Säuberung massiv beeinflusst worden.

## Weblink
- https://www.worldstatesmen.org/Turkey.html#Hatay